# Bouwhuis

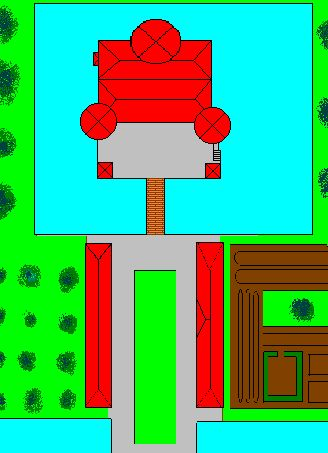
Model van een Groninger borg met twee schat- of bouwhuizen

Een bouwhuis, ook neerhuis, neerhof, nederhof of schathuis, is een voorgebouw van een feodaal huis zoals een kasteel, borg, havezate of state. Meestal vormen twee van deze langgerekte lage gebouwen tezamen met het huis een u-vorm waarbinnen zich een voorplein bevindt.
Vaak werden in de bouwhuizen de tienden, de pachtafdracht die in natura werd voldaan, opgeslagen. Ook de kastelein, het koetshuis en de paardenstal vonden hier onderdak. Het geheel had vaak het karakter van een boerenbedrijf.
In Groningen wordt een bouwhuis ook wel schathuis genoemd, terwijl neerhuis gebruikelijk is in de zuidelijke Nederlanden.

## Afbeeldingen

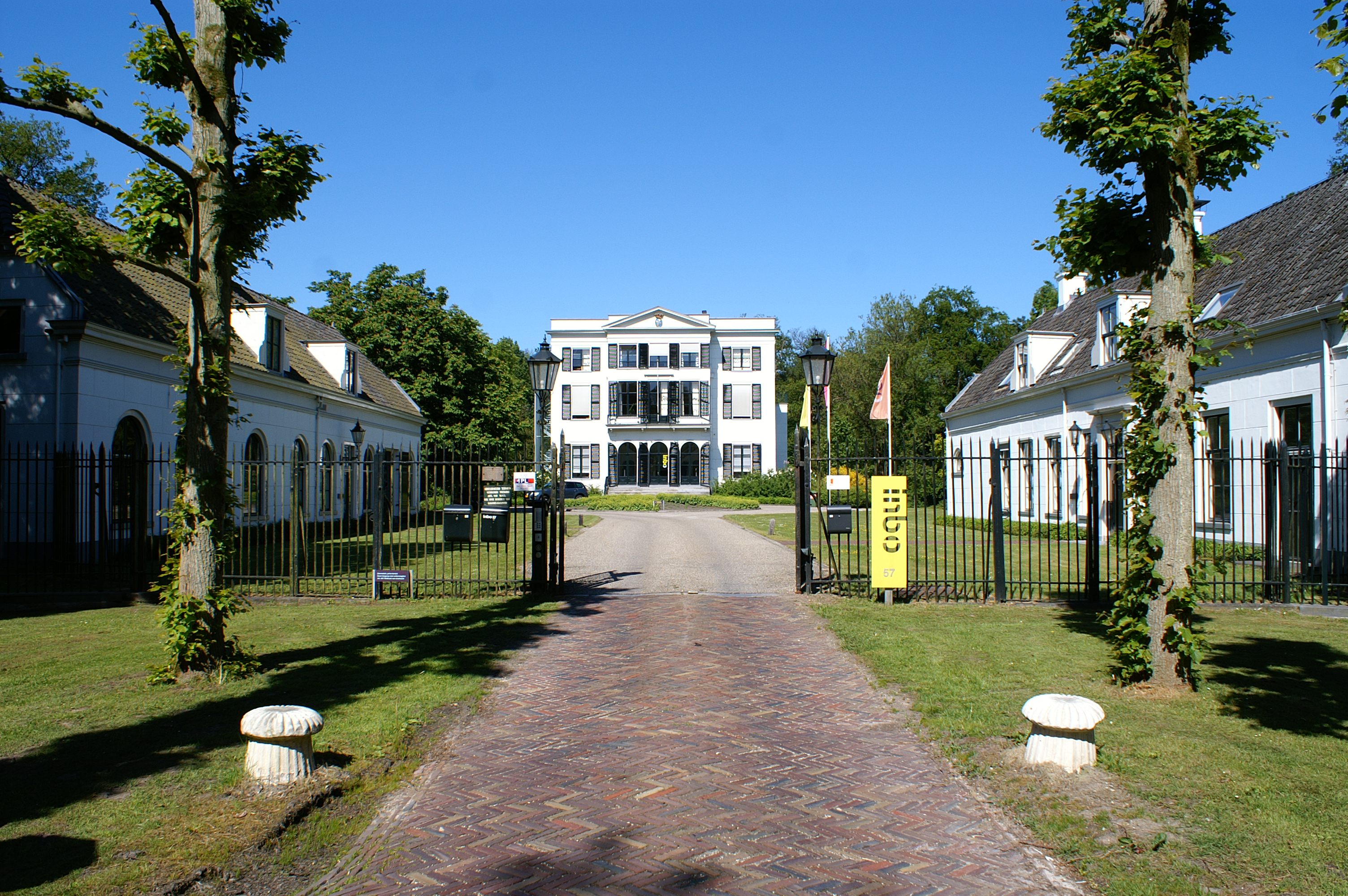
Kasteel Geerestein met bouwhuizen
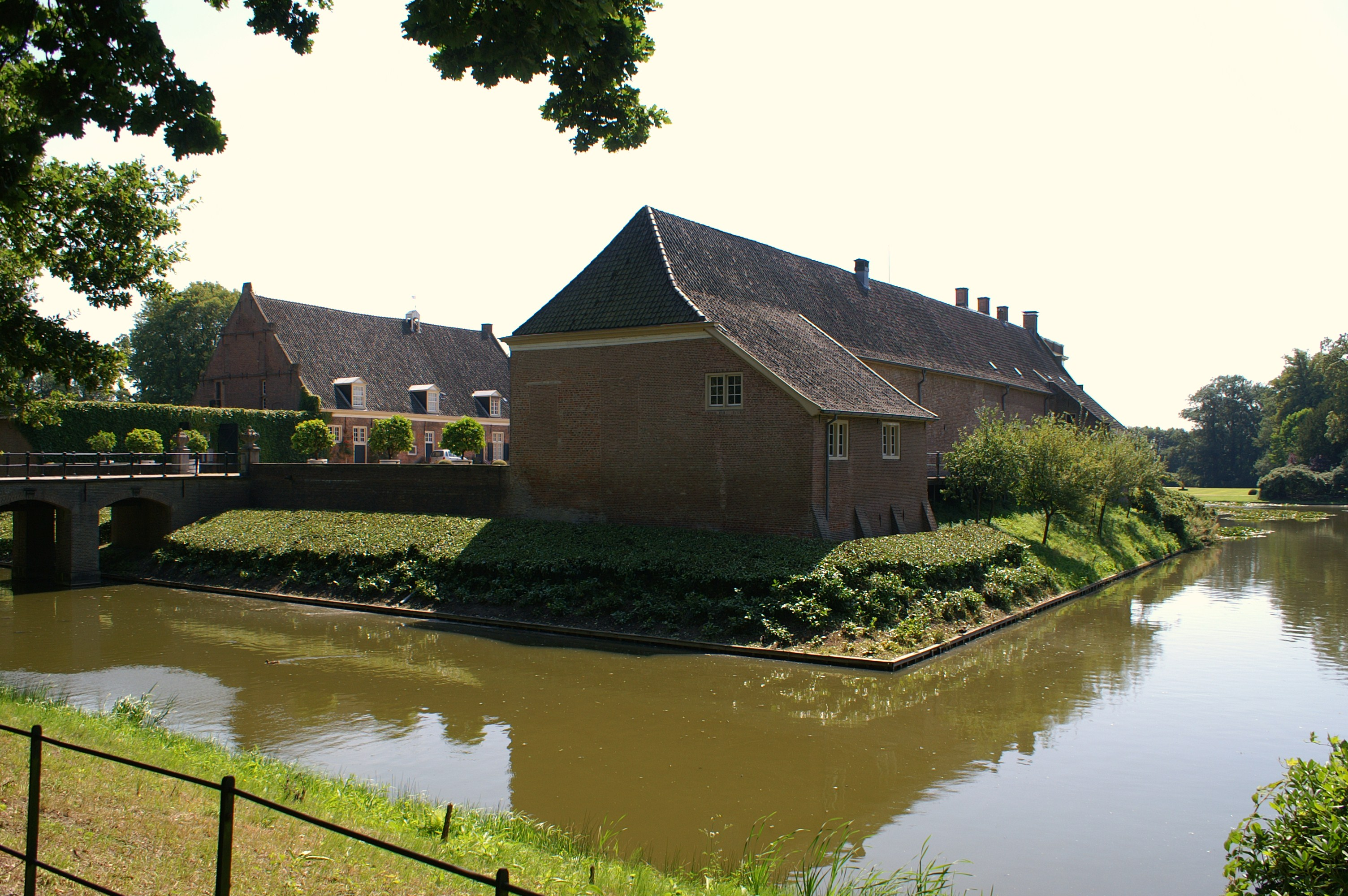
Kasteel Middachten met beide bouwhuizen
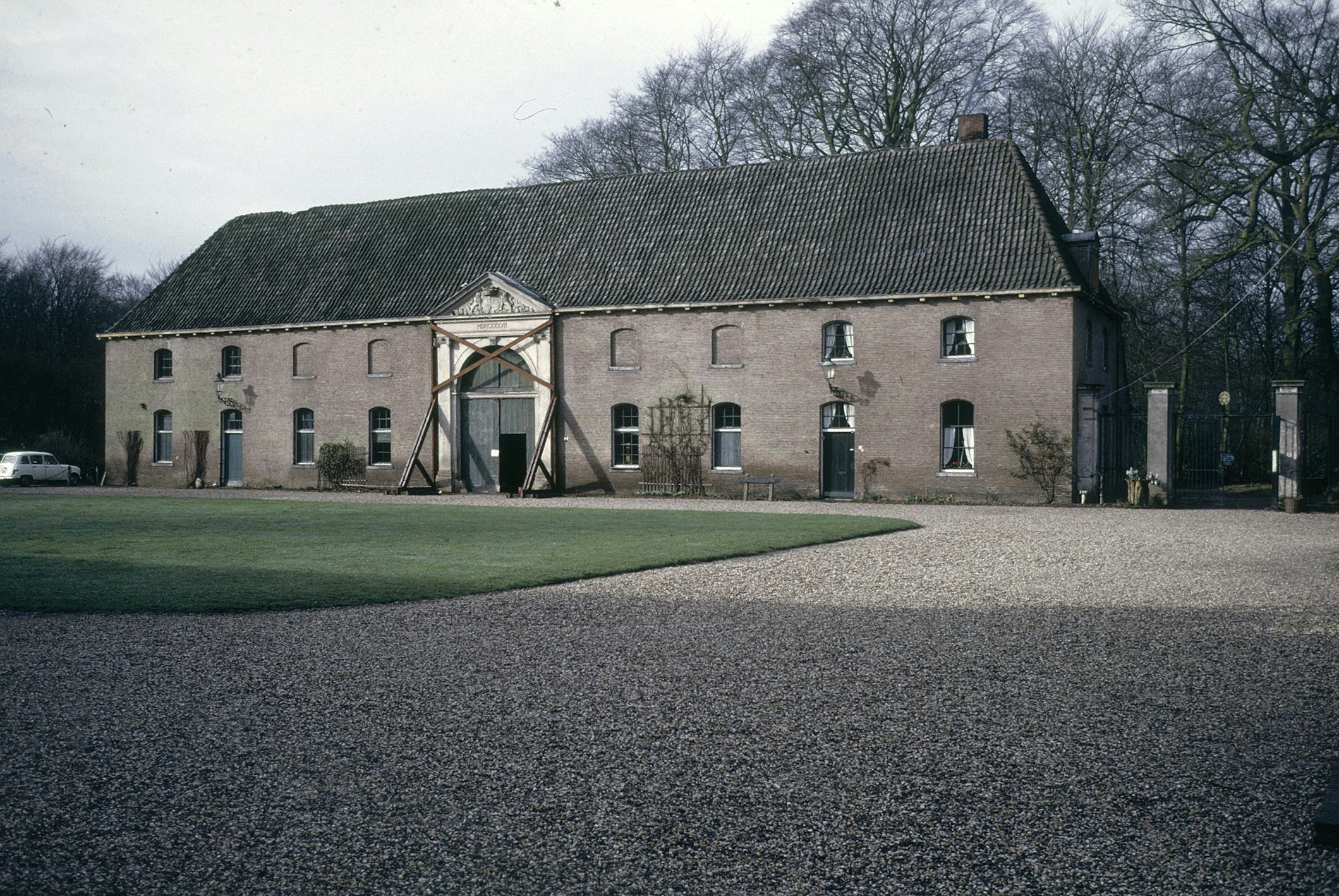
De Cannenburgh, linker bouwhuis
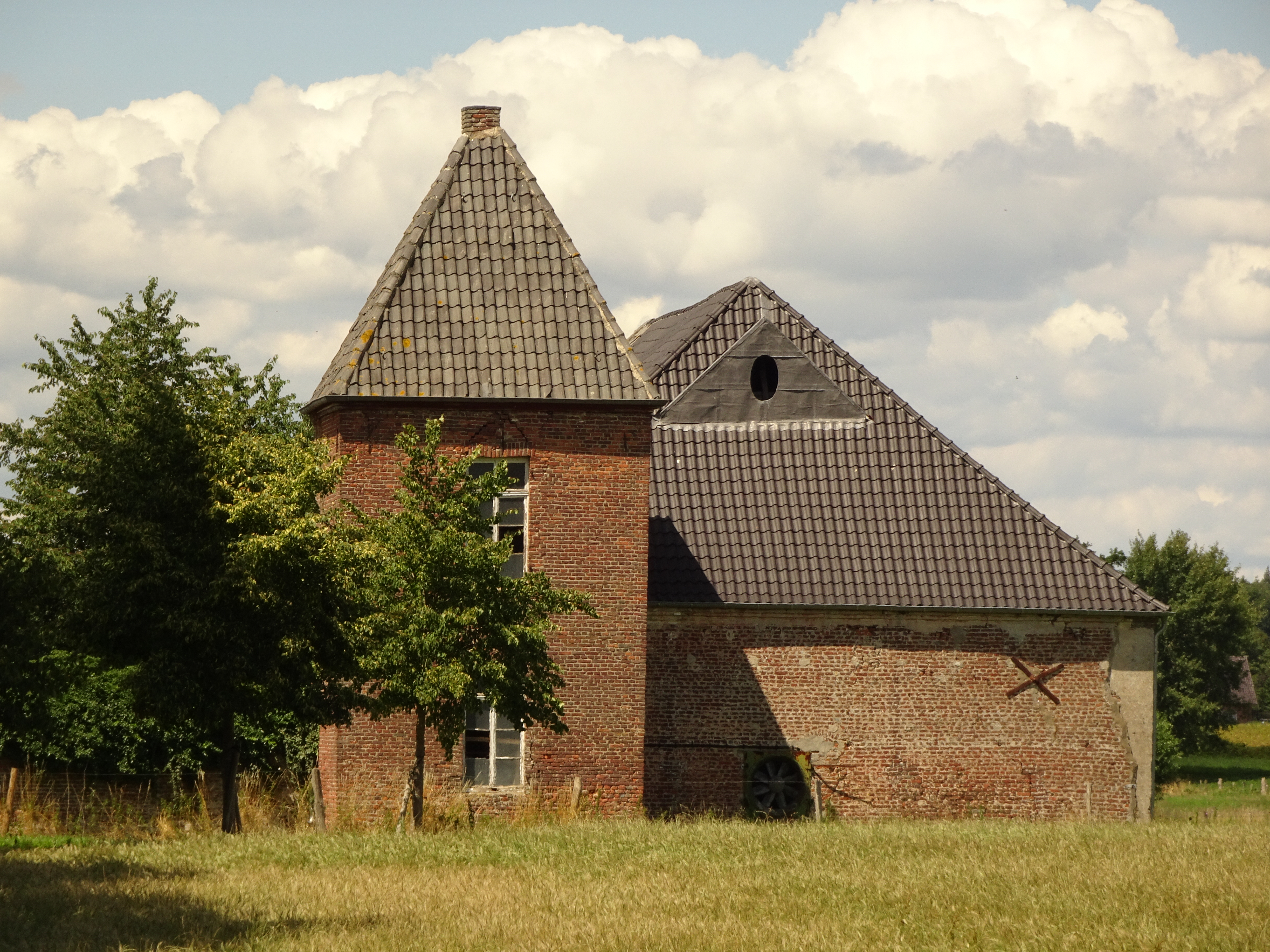
Huis Driesberg, rechter bouwhuis